# 제러드 호잉
제러드 윌리엄 호잉(영어: Jared William Hoying, 1989년 5월 18일 ~ )은 미국의 야구 선수이자, 전 KBO 리그 한화 이글스, kt wiz의 외야수이다.

## 미국 프로야구 시절
2010년 신인 드래프트에서 텍사스 레인저스에 10라운드로 지명됐고, 2016년에 MLB에 데뷔하였다.

## 한국 프로야구 시절

### 한화 이글스시절
2018년에 윌린 로사리오를 대체할 외국인 타자로 입단하였다. 2018년 시즌에 뛰어난 활약을 하며 팀의 가을 야구 진출에 기여했으나 이후 별다른 활약을 보이지 못했다. 2020년 6월 22일에 성적 부진으로 방출됐다. 그의 대체 선수로는 브랜든 반즈가 영입됐다.

### kt wiz시절
2021년 6월 26일 조일로 알몬테를 대체할 외국인 타자로 영입되었다.